# Александър Жарден
Александър Жарден (на френски: Alexandre Jardin) е френски режисьор, сценарист и писател, автор на произведения в жанровете любовен роман, биография и детска литература.

## Биография и творчество
Александър Жарден е роден на 14 април 1965 г. в Ньой сюр Сен, Франция. Син на писателя Паскал Жарден (1934 – 1980). Има двама братя и полусестра.
През 1986 г. се дипломира със специалност политически науки. Бил е колумнист за вестник „Фигаро“. Работил е като литературен репортер за „Canal+“.
През 1986 г. е издаден първият му роман „Bille en tête“ (Глупакът). За него получава награда за най-добър първи роман. Екранизиран е през 1999 г. с участието на Томас Лангман, Кристин Скот Томас и Даниел Дарийо.
За втория си роман „Зебрата или Театърът на любовта“ от 1988 г. получава престижната литературна награда „Фемина“. Той е екранизиран през 1992 г. с участието на Тиери Лермит, Каролин Селие и Кристиан Перейра.
Романът му „Фанфан“ е издаден през 1990 г. и е екранизиран от него през 1993 г. в едноименния филм с участието на Софи Марсо и Венсан Перез.
Романът му „Des gens très bien“ от 2011 г. разказва за дейността на дядо му Жан Жарден, който е политик и началник на кабинета на Пиер Лавал – министър-председател по време на режима на Виши. Книгата предизвиква скандал, тъй като темата все още е табу във Франция.
Той е съосновател на Асоциацията „Lire et faire lire“ (Прочети и чети) и на програмата „Mille mots“ (Хиляда думи).
Александър Жарден има два брака и пет деца.

## Произведения

### Самостоятелни романи
- Bille en tête (1986) – награда за първи роман
- Le Zèbre (1988) – награда „Фемина“
Зебрата или Театърът на любовта, изд. „Кибеа“ София (1991), прев. Нина Венова
- Fanfan (1990)
Фанфан: Вълноломът на страстта, изд. „Кибеа“ София (1993), прев. Нина Венова
- Le Petit Sauvage (1992)
- L'Île des gauchers (1995)
- Autobiographie d'un amour (1999)
- Mademoiselle liberté (2002)
- 1+1+1... = une révolution (2002)
- Quinze ans après4 (2009)
- Juste une fois (2014)

### Детска литература
- Cybermaman ou le voyage extraordinaire au centre d'un ordinateur (1996)

#### Серия „Coloriés“
1. Les Coloriés (2004)
2. La Révolte des des Coloriés (2004)
3. Le Secret des Coloriés (2004)

#### Серия „Les Méganazes“ – с Бруно Салмон
1. Dur dur de sortir avec Lola ! (2005)
2. Pas de pot pour le chouchou (2005)
3. Trop dingue de la maîtresse (2005)

### Документалистика
- Le Zubial (1997)
- Lire pour vivre (2000)
- Le Roman des Jardin (2005) – биография
- Chaque femme est un roman (2008)
- Des gens très bien (2011)
- Joyeux Noël ! (2012)
- Mes trois zèbres (2013)

### Екранизации
- 1989 Bille en tête
- 1991 Gawin
- 1991 Les clés du paradis – сюжет, участва и като актьор
- 1992 Le Zèbre
- 1994 Le jardin des plantes
- 1993 Fanfan – режисьор
- 1996 Oui – режисьор
- 2000 Le Prof – по романа „Le petit sauvage“, – режисьор
- 2013 La vraie vie des profs – адаптация и сценарий